# Kitty Pakenham
Catherine Pakenham, Công tước phu nhân xứ Wellington (14 tháng 1, năm 1773 - 24 tháng 4, năm 1831), là vợ của Arthur Wellesley, Công tước thứ 1 xứ Wellington. Thường được gọi là Kitty Pakenham.

## Tiểu sử
Bà là con gái của Edward Pakenham - Nam Tước thứ hai của Longford và Catherine Rowley. Tên khai sinh của bà là Catherine Sarah Dorothea Pakenham, chào đời ngày 14 tháng 1, năm 1773 tại Dublin, trong một gia đình quý tộc người Ireland.
Kitty đã gặp Wellesley ở Ireland khi cả hai còn là những đứa trẻ. Nhiều năm sau đó, Arthur Wellesley đã đem lòng yêu Kitty và ngỏ lời cầu hôn nhưng bị gia đình nàng từ chối vì chưa có sự nghiệp. Sau khi bị gia đình Pakenham từ chối không gả con gái, Arthur Wellesley đã nghiêm túc hơn với sự nghiệp quân sự của mình. Ông tòng quân sang Hà Lan và Ấn Độ và thăng tiến một cách nhanh chóng. Kitty Pakenham đính hôn với Gilbrath Lowry Cole, con trai thứ hai của Bá tước Enniskillen sau một thời gian dài chờ đợi Wellesley. Nhưng Sparrow, người đưa tin cho Wellesley, tiết lộ rằng Wellesley vẫn còn rất yêu cô. Sau đó Pakenham đã hủy hôn ước với Cole và tiếp tục chờ đợi ông.
Họ kết hôn vào ngày 10 tháng 4 năm 1806 dưới sự chứng kiến của những người anh em nhà Wellesley và Mục sư. Sau một tuần trăng mật ngắn ngủi, Wellesley trở lại Anh cùng với vị hôn thê của mình. Họ sống với nhau ở một căn hộ trên đường Harley. Wellesley sống giản dị và thanh đạm, Kitty thì xa xỉ, kiểu cách và hay ghen tuông.
Với những mâu thuẫn đó, Wellesley bắt đầu cảm thấy khó chịu với Kitty dù bà đã sinh cho ông 2 người con trai: Arthur Richard Wellesley năm 1807, và Charles Charles Wellesley năm 1808. Họ sống tách biệt và ít khi gặp nhau dù trong một mái nhà. Trong cuộc chiến tranh trên bán đảo Tây Ban Nha, Wellesley vẫn ở Bồ Đào Nha và Tây Ban Nha mãi cho đến năm 1814 mới trở về nước và nhận tước hiệu Công tước xứ Wellington. Kitty trở thành Công tước phu nhân xứ Wellington vào ngày 3 tháng 5 năm 1814.